# المنطقة العسكرية الخامسة (اليمن)

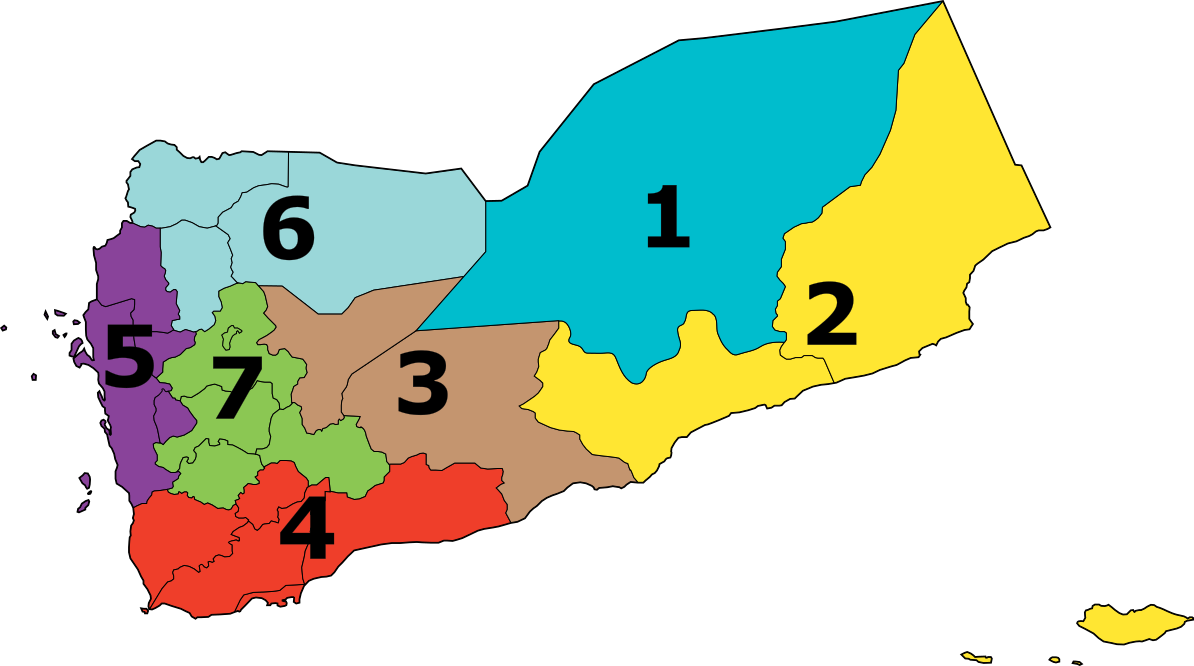
تقسيمات مسرح المناطق العسكرية اليمنية للجيش اليمني

المنطقة العسكرية الخامسة هي إحدى المناطق العسكرية اليمنية وتنتشر في محافظة الحديدة ومحافظة حجة، ويقع مركز قيادتها في مدينة الحديدة ، وتتكون المنطقة من 11 قوة قتالية .

## القادة
- اللواء الركن محمد راجح لبوزة (2013 -2015)[3]
- اللواء الركن توفيق القيز (2016 -2017)[4]
- اللواء الركن عمر سجاف (24 فبراير 2017 - 17 فبراير 2018)[5]
- اللواء الركن يحيى حسين صلاح (27 فبراير 2018 - )[6]

## القوة العسكرية
| م  | اللواء                    | النوع      | المحافظة | مكان التمركز   |
| -- | ------------------------- | ---------- | -------- | -------------- |
| 1  | قيادة المنطقة             | قوات برية  | الحديدة  | محافظة الحديدة |
| 2  | اللواء 121 مشاة           | قوات برية  | الخوخة   | محافظة الحديدة |
| 3  | قاعدة الحديدة البحرية     | قوات بحرية | الحديدة  | محافظة الحديدة |
| 4  | قاعدة الحديدة الجوية      | قوات جوية  | الحديدة  | محافظة الحديدة |
| 5  | اللواء 67 طيران           | قوات جوية  | الحديدة  | محافظة الحديدة |
| 6  | اللواء 130 دفاع جوي       | قوات جوية  | الحديدة  | محافظة الحديدة |
| 7  | المحور العملياتي الملاحيظ | قوات برية  | الملاحيظ | محافظة حجة     |
| 8  | اللواء 82 مشاة            | قوات برية  | الصليف   | محافظة حجة     |
| 9  | اللواء 105 مشاة           | قوات برية  | الملاحيظ | محافظة حجة     |
| 10 | اللواء 25 مشاة ميكا       | قوات برية  | عبس      | محافظة حجة     |
| 11 | اللواء 2 حرس حدود         | حرس حدود   | الملاحيظ | محافظة حجة     |